# 정 때문에
《정 때문에》는 1997년 3월 3일부터 1998년 3월 13일까지 방영된 한국방송공사 1TV 일일연속극이다.

## 기획 의도
일찍이 남편과 사별하고 홀로 자녀를 키워온 어머니와 그 어머니에게 평생 한을 심어준 남편의 첩이 한 집에 살게 되면서 벌어지는 일들을 통해 가족간의 화합과 사랑을 그리는 드라마

## 등장 인물

### 주요 인물
- 하희라 : 홍은표 역 - 차녀, 옥봉의 친딸, 컴퓨터 프로그래머
- 이재룡 : 차대기 역 - 은표의 초등학교 동창이자 연인, 방송국 PD (별명 헌차)
- 정혜선 : 어머니(김헌순) 역 - 시장에서 젓갈 장사로 2남 2녀를 성장시킨 어머니
- 강부자 : 이옥봉 역 - 은표 아버지(홍만복)의 첩, 은표의 생모

### 홍우표의 주변 인물
- 서인석 : 홍우표 역 - 장남, 단추회사 근무
- 김해숙 : 양동희 역 - 우표의 처, 헌신적인 맏며느리
- 박선영 : 홍성미 역 - 우표의 딸, 재수생
- 박재현 : 홍성주 역 - 우표의 아들

### 홍금표의 주변 인물
- 윤미라 : 홍금표 역 - 장녀, 미혼모, 젓갈 장사로 오빠 뒷바라지를 함
- 김영철 : 남기남 역 - 금표의 애인, 비디오 가게 운영
- 현석 : 배신봉 역 - 금표의 전남편,현남편 봉순의 아버지
- 장수혜 : 배봉순 역 - 금표와 신봉의 딸

### 홍상표의 주변 인물
- 정성모 : 홍상표 역 - 차남, 사업가
- 전인화 : 전옥자 역 - 상표의 처, 둘째 며느리, 약사이자 주부
- 미상 : 홍재재 역 - 상표의 아들

### 방송국 사무실
- 윤지숙 : 차대자 역 - 대기의 여동생, 방송국 PD (별명 새차)
- 이근희 : 상술 역 - 방송국 감독
- 이정욱 : 천일만 역 - 방송국 PD
- 김소이 : 백송이 역 - 방송국 작가

### 그 외 인물
- 김성환 : 김거식 역 - 신봉의 친구, 촌뜨기
- 김소연 : 하정 역 - 대기의 맞선녀
- 성진 : 양재수 역 - 성미의 첫사랑
- 최수훈 : 남기순 역 - 기남의 남동생
- 황범식 : 꽈배기 사장 역
- 임유진
- 문회원
- 손민우
- 고용화
- 성인자
- 조재훈
- 고주희
- 권이지
- 권현영
- 강우경
- 구자미
- 강경헌
- 김애란
- 이칸희
- 박철
- 배민희
- 이은주
- 황은하

## 시청률
- 35.3%의 시청률로 출발하여[1] 1년 이상 주간 시청률 1, 2위를 독차지하였다.
- 전체 방영분의 평균 시청률은 38.8%[2]이며, 이는 MBC <보고 또 보고>에 이은 역대 일일극 평균 시청률 2위의 기록이다.
- 최고 시청률은 1997년 12월 11일에 기록한 48.7%이다.
- 1997년 방영분의 평균 시청률은 38.0%이다.[3]
- 1998년 방영분의 평균 시청률은 42.3%이다.[4]

## 결방 및 편성 변경
- 1997년 12월 25일 ~ 1997년 12월 31일 : 작가 휴식으로 인해 하이라이트 편성
- 1998년 1월 1일 : 방송 재개로 인해 2회 연속 방송

## 연장
- 원래 1997년 9월 종영 예정이었으나 높은 인기에 힘입어 3달 늘린 연말까지 연장하기로 결정되었다. 그러나 후속작 캐스팅 문제를 고려하여 3달 늘린 1998년 2월 말 종영으로 계획을 수정하였고, 최종적으로 1달 늘린 3월 16일 막을 내렸다.

## 수상
- 1997년 KBS 연기대상 남자 최우수 연기상 서인석
- 1997년 KBS 연기대상 여자 최우수 연기상 윤미라
- 1997년 KBS 연기대상 여자 신인 연기상 윤지숙
- 1997년 KBS 연기대상 아역상 장수혜
- 1997년 KBS 연기대상 작가상 문영남

## 참고 사항
- 40%를 넘는 시청률을 기록한 전작 《사랑할때까지》의 영광을 이어가기 위해[5] 일일극 사상 처음으로 방송 대상을 받은 작가 문영남이 긴급 투입된 작품이다.
- 당초 <인생은 즐거워>란 제목으로 1997년 2월 시작할 예정이었으나 하희라, 이재룡 외의[6] 배우들 섭외 문제 때문에 어려움을 겪어왔다. 이렇게 되자 KBS는 1996년 연말까지 방송할 예정이었던[7] 전작 《사랑할때까지》를 1997년 2월 28일 종영시켰다. 또한, '장수무대[8]를 연상시킨다'는 이유로 기획 당시 제목이었던 <인생은 즐거워>에서 <정 때문에>로 드라마 제목을 바꾸었으며, 첫 회도 1997년 3월 3일로 변경됐다.
- 극중 장남 역인 서인석의 원래 배역명은 '홍도표'였으나 당시 KBS 홍두표 사장과 비슷한 이름이었기에 '홍우표'로 변경되었다. 장녀 역인 윤미라의 배역명 '홍금표' 역시 당시 KBS 라디오2국장의 실명과 동일하여 다른 이름을 고려했으나 이는 변경되지 않았다.[9]
- 하희라가 맡았던 홍은표 역은 당초 음주운전으로 사회적 물의를 빚은 신은경이 맡기로 하였으나 여론에 밀려 불발되었다.
- 전인화 (전옥자 역)는 1991년 《야망의 세월》이후[10] 해당 작품을 통해 KBS 복귀를 했다.
- 하희라 (홍은표 역)는 원래 《남자는 외로워》 후속으로 편성될 예정이자 해당 작품 연출자 김현준 PD가 연출자로 낙점된 《바람은 불어도》 여주인공으로 낙점됐으나 김현준 PD가 당시 집필자로 낙점됐던 허숙 작가와 캐스팅 과정에서 마찰을 겪어[11] 편성이 취소된 바 있었다.
- 옥봉 역의 강부자는 1997 KBS 연기대상 대상 후보에 거론됐지만 전해 《목욕탕집 남자들》로 대상을 수상했다는 이유로 본인이 고사해 후보에서 빠졌다.[12]
- 1998년 1월 21일, 장기기증운동본부는 해당 드라마가 "어머니에게 신장을 기증하는 딸의 마음과 주변 상황을 감동적으로 그려내 장기기증 운동의 뜻을 온 국민에게 알렸다."며 은표 역의 하희라, 책임프로듀서 이영국, 작가 문영남에게 감사패를 수여했다.[13]
- 가부장적이면서 과거회귀적인 내용을 다뤘다는 지적이 있었다.[14]
- 새로운 내용 없이 갑자기 새 인물을 등장시키는 방법으로 극을 끌어나갔는데[15] 이 과정에서 '고무줄 편성'이란 지적을 사야 했다.